# Shedd
Shedd – jednostka osadnicza w Stanach Zjednoczonych, w stanie Oregon, w hrabstwie Linn.